# Чемпионат Украинской ССР по футболу среди коллективов физической культуры
Чемпионат Украинской ССР среди коллективов физической культуры (укр. Чемпіонат Української РСР серед колективів фізичної культури) — турнир по футболу среди любительских команд и коллективов физической культуры, проводившийся в Украинской ССР в 1964—1991 годах под эгидой Федерации футбола УССР. После провозглашения независимости Украины был организован Любительский чемпионат Украины по футболу.

## История
В 1957 году в связи с очередной реформой всесоюзного футбола было принято решение о проведении соревнований среди коллективов физической культуры (КФК). В 1959 году состоялся первый розыгрыш Кубка УССР среди КФК. Старт первому чемпионату среди коллективов физкультуры был дан в 1964 году. Соревнования коллективов физкультуры имели грандиозную массовость. Практически в каждом городе или селе была своя команда, которая принимала участие в турнире хотя бы районного уровня.

## Все призёры
| Год  | Чемпион                     | 2-е место                   | 3-е место                     |
| ---- | --------------------------- | --------------------------- | ----------------------------- |
| 1964 | «Энергия» Новая Каховка     | «Шахтёр» Красный Луч        | «ЛВВПУ» Львов                 |
| 1965 | «Металлист» Севастополь     | «Автостекло» Константиновка | «Строитель» Хуст              |
| 1966 | «Металлист» Севастополь     | «Колос» Бучач               | «Авангард» Кременчуг          |
| 1967 | «Авангард» Ровеньки         | «Авангард» Вольногорск      | «Темп» Киев                   |
| 1968 | «Колос» Бучач               | ГУС Горловка                | «Темп» Киев                   |
| 1969 | «Шахтёр» Кировск            | «Маяк» Харьков              | «Метеор» Запорожье            |
| 1970 | «Сокол» Львов               | «Авангард» Орджоникидзе     | «Химик» Чернигов              |
| 1971 | «Шахтёр» Макеевка           | «Приборист» Мукачево        | «Маяк» Харьков                |
| 1972 | «Энергия» Новая Каховка     | «Авангард» Стрый            | «Сокол» Львов                 |
| 1973 | «Днепр» Черкассы            | «Сокол» Львов               | «Горняк» Днепрорудное         |
| 1974 | «Локомотив» Жданов          | «Колос» Никополь            | «Сокол» Львов                 |
| 1975 | «Колос» Никополь            | «Металлург» Купянск         | «Химик» Чернигов              |
| 1976 | «Химик» Чернигов            | «Титан» Армянск             | «Электрон» Ивано-Франковск    |
| 1977 | «Приборист» Мукачево        | «Титан» Армянск             | «Буревестник» Тернополь       |
| 1978 | «Металлург» Днепродзержинск | «Большевик» Киев            | «Портовик» Керчь              |
| 1979 | «Шахтёр» Стаханов           | «Энергия» Новая Каховка     | «Химик» Дрогобыч              |
| 1980 | «Колос» Павлоград           | «Нива» Тернополь            | «Энергия» Новая Каховка       |
| 1981 | «Маяк» Харьков              | «Нива» Тернополь            | «Рефрижератор» Фастов         |
| 1982 | «Нива» Тернополь            | «Суворовец» Измаил          | «Восход» Киев                 |
| 1983 | «Динамо» Ирпень             | «Торпедо» Запорожье         | «Автомобилист» Львов          |
| 1984 | «Торпедо» Запорожье         | «Энергия» Новая Каховка     | «Автомобилист» Львов          |
| 1985 | «Нефтяник» Ахтырка          | «Спартак» Самбор            | «Ворскла» Полтава             |
| 1986 | «Ворскла» Полтава           | «Металлург» Купянск         | «Спартак» Самбор              |
| 1987 | «Днепр» Черкассы            | «Кремень» Кременчуг         | «Металлург» Купянск           |
| 1988 | «Кремень» Кременчуг         | «Стахановец» Стаханов       | «Динамо» Одесса               |
| 1989 | «ЦСКА» Киев                 | «Маяк» Очаков               | «Кристалл» Чортков            |
| 1990 | «Автомобилист» Сумы         | «Маяк» Очаков               | «Сталь» Коммунарск            |
| 1991 | «Новатор» Мариуполь         | «Кристалл» Чортков          | «Полиграфтехника» Александрия |

## Победители по регионам

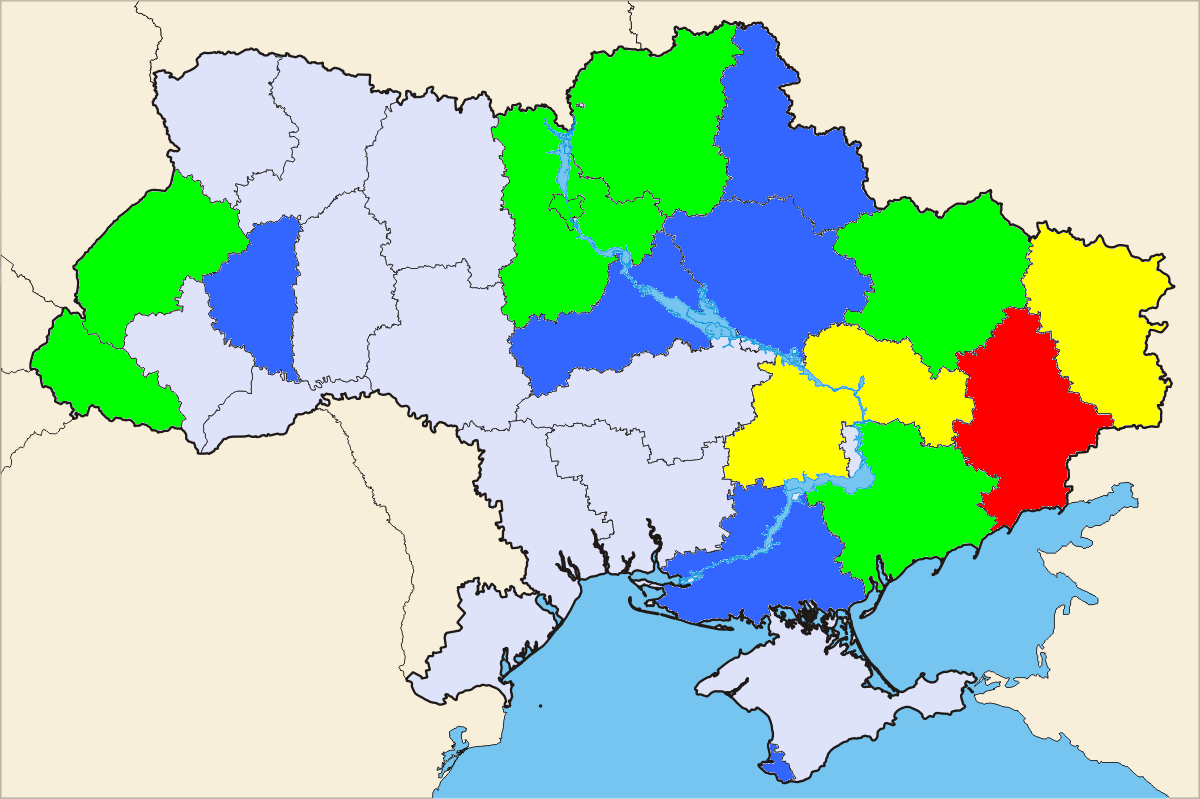
Победители по регионам
4 победы
3 победы
2 победы
1 победа
0 побед

| Регион                   | П |
| ------------------------ | - |
| Донецкая область         | 4 |
| Днепропетровская область | 3 |
| Луганская область        | 3 |
| Полтавская область       | 2 |
| Севастополь              | 2 |
| Сумская область          | 2 |
| Тернопольская область    | 2 |
| Херсонская область       | 2 |
| Черкасская область       | 2 |
| Закарпатская область     | 1 |
| Запорожская область      | 1 |
| Киев                     | 1 |
| Киевская область         | 1 |
| Львовская область        | 1 |
| Харьковская область      | 1 |
| Черниговская область     | 1 |